# 2019-es európai parlamenti választás Lettországban
Lettország 4. európai parlamenti (EP) választására 2019. május 25-én, szombaton került sor, de akik nem a saját lakóhelyük választási körzetében kívántak szavazni, azoknak lehetőségük volt május 22. és 24. között szavazatuk előzetes leadására az ország 119 választási körzetéből bármelyikben.

## Választási szabályok
A választásokra az európai szabályoknak megfelelően arányos képviseleti rendszerben (listás választás) kerül sor. Minden választáson résztvevő párt a rá leadott szavazatok arányában szerez mandátumokat. Lettország 8 európai parlamenti képviselőt választ. A választási korhatár 18 év, a választhatósági korhatár 21 év, és a magyarországi szabályokhoz hasonlóan 5% bejutási küszöb van érvényben.

## Listaállítás

Közvélemény-kutatások

Lettország Választási Bizottságához a jelölteket állító szervezeteknek március 6. és 21. között kellett bejelenteni választási listáikat. Választási lista állításának törvényi feltétele, hogy a listát állító párt legalább 500 regisztrál párttaggal rendelkezzen. Összesen 16 jelölő szervezet állított listát és a 16 listán 246 jelölt neve szerepel.